# Австралийские широкороты
Австралийские широкороты, или белоноги (лат. Podargus), — род птиц из семейства лягушкоротов.
Научное название рода дано в честь гарпии Подарги, возможно из-за внешности птиц.

## Классификация
Международный союз орнитологов выделяет 3 вида:
- Podargus ocellatus — Мраморный лягушкорот, или мраморный белоног
- Podargus papuensis — Папуасский лягушкорот, или папуанский белоног, или папуасский белоног
- Podargus strigoides — Дымчатый лягушкорот, или исполинский белоног, или дымчатый белоног

## Фото

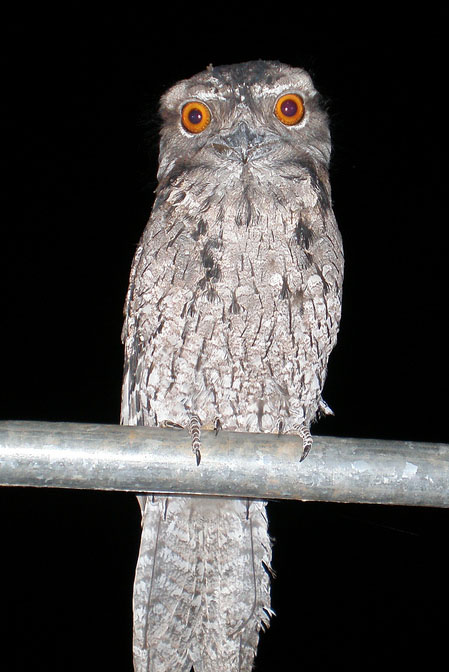
Мраморный белоног встречается в Австралии, Индонезии, Папуа-Новой Гвинее и на Соломоновых островах
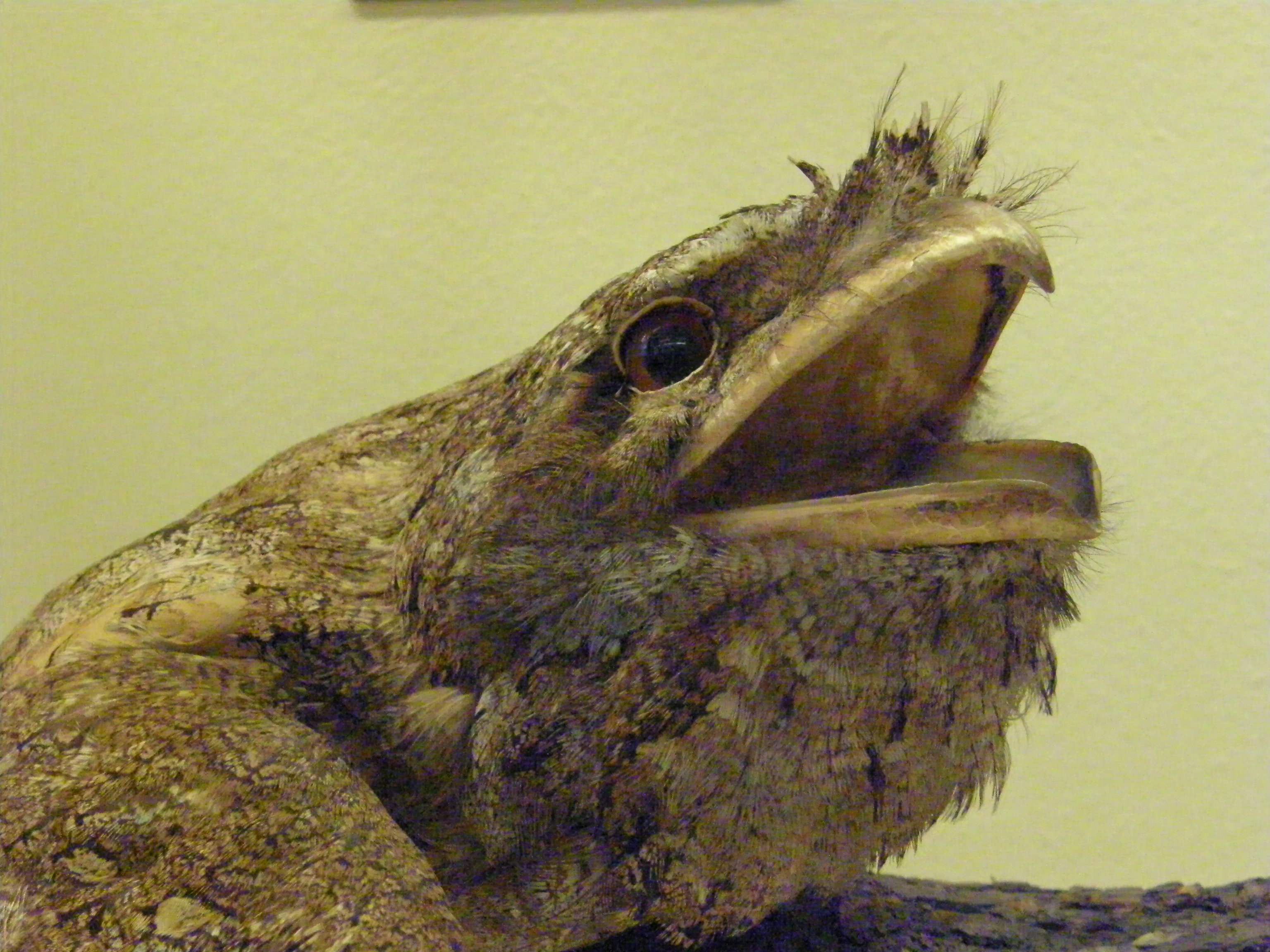
Папуанский белоног встречается в Австралии, Индонезии, Папуа-Новой Гвинее